# Буональберго
Буональберго, Буональберґо (італ. Buonalbergo) — муніципалітет в Італії, у регіоні Кампанія,  провінція Беневенто.
Буональберго розташоване на відстані близько 230 км на схід від Рима, 75 км на північний схід від Неаполя, 20 км на північний схід від Беневенто.
Населення — 1753 особи (2014).
Щорічний фестиваль відбувається 12 вересня. Покровитель — Santissima Madonna Della Macchia.

## Демографія
Населення за роками:

Станом на 1 січня 2023 року в муніципалітеті офіційно проживало 26 іноземців з 7 країн, серед них 16 громадян країн Євросоюзу та 4 громадяни України.

## Сусідні муніципалітети
- Апіче
- Казальборе
- Монтекальво-Ірпіно
- Падулі
- Сан-Джорджо-Ла-Молара
- Сант'Арканджело-Тримонте